# 풀코보 천문대
풀코보 천문대(Пулковская астрономическая обсерватория)는 러시아의 풀코보 지역에 위치하고 있는 천문대이다. 1839년에 새로이 만들어진 천문대이다.

## 설명
풀코보 천문대는 러시아의 풀코보 지역에 있는 러시아 과학 아카데미의 중앙 천문대이다. 러시아어로 улковская астрономическая обсерватория п이며 로마자로 표기하면 풀코바 천문대라고 공식 명명되어 있고 러시아 과학 아카데미의 주요 천문대이다. 상트페테르부르크에서 남쪽으로 19km 떨어진 풀코보 고원의 해발 75m 지점에 위치해 있다. 상트페테르부르크의 유네스코 세계 문화 유산 역사 센터와 관련 기념물 그룹의 일부이다. 그것은 이전에 풀코워의 제국 천문대로 알려져 있었다. 천문대는 1839년에 문을 열었다. 원래 그것은 독일/러시아의 천문학자인 프리드리히 게오르크 빌헬름 폰 슈트루베(Friedrich Georg Wilhelm von Struve, 1861년 그의 아들 오토 빌헬름 폰 슈트루베)의 아이디어였다. 건축가는 알렉산더 브릴로프였다. 관측소에는 최첨단 장치가 설치되어 있었는데 그 중 하나는 당시 세계에서 가장 큰 굴절 망원경 중 하나인 15인치(380mm) 구경 굴절 망원경이다.(대굴절기 참조) 1885년에 그 천문대에는 세계에서 가장 큰 사용 가능한 굴절 망원경인 30인치 (760 mm) 굴절 망원경이 설치되었고 몇년 후에 미국의 캘리포니아의 릭 천문대에 있는 36인치 (910 mm) 망원경이 설치되기 전까지 가장 큰 굴절 망원경이였다. 둘 다 미국 매사추세츠의 앨반 클락 앤 선즈가 지었다. 천문대의 주요 업무는 세차운동, 회전운동, 수차, 굴절 등과 같은 별과 천문 상수의 좌표를 결정하는 것과 이중성을 발견하고 측정하는 것으로 구성되었다. 천문대의 활동은 러시아 영토의 지리적 연구와 항해의 발전과도 연결되어 있다. 374개의 가장 정확한 위치와 558개의 별들을 포함하는 별 목록은 1845년, 1865년, 1885년, 1905년, 1930년 동안 만들어졌다. 천문대 창립 50주년이 될 무렵에 그들은 기계 작업장이 있는 천체 물리학 실험실을 지었고 유럽에서 가장 큰 굴절 망원경인 30인치 굴절 망원경을 설치했다. 천체물리학 연구는 1890년에 표도르 브레디킨이 천문대의 책임자로 임명되고 항성 분광학과 태양 연구의 전문가인 아리스타르흐 벨로폴스키가 모스크바 천문대에서 옮겨지면서 실제로 탄력을 받았다. 1923년에 그들은 거대한 리틀로우 프리즘 분광기를 설치했고 1940년에 레닌그라드 공장에서 생산된 수평형 태양 망원경을 설치했다. 1894년에 천체사진기를 받은 후에 천문대는 천체사진 작업을 시작했다. 1927년에 천문대는 지역 천문학을 받았고 러시아 천문학자들의 도움으로 극지에 가까운 하늘의 항성들의 목록을 작성했다. 천극의 움직임을 정기적으로 관측하는 것은 1904년에 제니스 망원경의 건설과 함께 시작되었다. 1920년에 천문대는 무선 신호로 정확한 시간을 전송하기 시작했다. 천문대는 기본 측지선 작업에 참여했는데 즉 다뉴브강에서 북극해까지의 자오선의 정도를 측정하는 일(1851년까지 작업했다.)과 1899년-1901년 스피츠베르겐의 삼각측량에 참여했다. 군사 측지선사와 수문장들은 천문대에서 실습 사원으로 일하곤 했다. 천문대 본관 중앙을 지나 그리니치 동쪽 30°19.6'에 위치한 풀코보 자오선은 러시아의 모든 과거 지리 지도가 출발하는 지점이었다. 천문대의 위도에서 볼 수 없는 남쪽의 별들을 관찰하기 위해 과학자들은 두 개의 부속 관찰 장소를 조직했다. 그 중 하나는 1908년에 천문학 애호가인 N. S. 몰체프가 풀코보 천문대에 제출한 개인 천문대를 기반으로 조직된 크림반도의 시메이즈 천문대가 마을의 천체 물리학 관측소였다. 다른 하나는 미콜라이우에 있는 천문대였는데 미콜라이브는 해군성의 이전 천문대(오늘날의 니콜라예프 천문대)였다. 레닌그라드 포위전(1941년-1944년) 동안 천문대는 독일군의 격렬한 공습과 포격의 표적이 되었다. 모든 건물들이 완전히 파괴되었다.레닌그라드에는 파괴된 30인치 굴절 망원경의 렌즈를 비롯하여 주요 악기들이 안전하게 보관되어 있었고 15세기부터 19세기까지의 필사본과 중요한 작품들이 있는 독특한 도서관의 상당 부분이 보관되어 있었다. 1997년 2월 5일에 3,852권의 책들 중 거의 1,500권이 악의적인 방화에 의해 파괴되었고 나머지 도서관 물품들은 화염, 연기 또는 물에 의해 손상되었다. 소련의 정부는 종전 전부터 천문대 복원을 결정했다. 1946년에 그 지역을 정리한 후에 공사를 시작했다. 1954년 5월에 천문대가 다시 문을 열었는데 복원되었을 뿐만 아니라 기구, 직원, 연구 주제 면에서 상당히 확장되었다. 전파천문학부와 계기제작부(자체 광학 및 기계 워크숍 포함한다.)와 같은 새로운 부서가 신설되었다. 남아있던 낡은 악기들은 수리되고 현대화되어 다시 한번 사용하게 되었다. 또한 26인치(660mm) 굴절 망원경, 수평 자오선 장치, 사진 극지 망원경, 대정점 망원경, 항성 간섭계, 태양 망원경 2대, 코로나그래프, 대형 전파 망원경 및 다양한 랩웨어 등 새로운 장비도 설치되었다. 65cm 자이스 굴절 망원경은 원래 아돌프 히틀러 당시 독일 총리가 이탈리아인 베니토 무솔리니에게 선물하기 위한 것이었지만 전달되지 않고 소련에 의해 회수되었다. 시메이즈 기지는 1945년에 소련 과학 아카데미의 새로운 크림 천체물리 관측소의 일부가 되었다. 그들은 또한 블라고베셴스크에 키슬로봇스크 산 천문대와 실험실을 지었다. 천문대는 경도의 차이를 측정하고 금성과 일식의 통과를 관찰하여 천체 기후를 연구하기 위해 많은 탐험대를 조직했다. 1962년에 천문대는 남쪽 하늘의 별들을 관찰하기 위해서 칠레로 탐험대를 보냈다.

## 같이 보기
- 천문대
- 천문학